# 이부스키시
이부스키시(일본어: 指宿市)는 일본 가고시마현 본토 최남단에 있는 시이다.
유명한 온천 도시이며 관광 촉진 및 냉각 절약의 관점에서 매년 4월 하순에 열리는 「알로하 선언」이란 명칭으로 10월 말까지 그외 직원과 은행 직원이 알로하 셔츠를 공식으로 착용하고 있으며 오크라의 산지로도 유명하다.

## 지리
가고시마시에서 남쪽으로 약 50km 지점에 있고, 사쓰마반도 남동단에 위치한다. 시 북동부에서 남서부에 걸쳐서 동중국해와 가고시마만에 접한다. 남서부 동중국해 연안에는 후지산을 닮아 "사쓰마 후지"로 불리는 가이몬다케(開聞岳)가 있고, 또 중심부에는 가이몬다케의 화산 활동으로 생긴 이케다호(池田湖)가 있다.
주로 해안가에 시가지가 형성되어 있지만 가이몬다케 부근 지역에서는 가이몬다케보다 내륙에 시가지가 있다.

### 인접한 자치체
- 가고시마시
- 미나미큐슈시

## 역사
- 1889년 4월 1일 - 정촌제 시행으로 이부스키군 이부스키촌이 성립하였다.
- 1896년 3월 29일 - 이부스키군이 에이군을 편입하였다.
- 1933년 5월 1일 - 이부스키촌이 정으로 승격해 이부스키정이 되었다.
- 1948년 9월 1일 - 이마이즈미촌의 일부를 분리하여 도시나가촌이 탄생하였다.
- 1950년 8월 1일 - 에이촌이 에이정으로 승격하였다.
- 1951년 10월 1일 - 에이정의 일부를 분리하여 가이몬촌이 탄생하였다.
- 1954년 4월 1일 - 이부스키정과 이마이즈미촌이 합병(신설 합병)해 이부스키시가 성립하였다.
- 2004년 12월 17일 - 고이즈미 준이치로 총리와 노무현 대통령의 정상회담이 이부스키시의 호텔에서 열렸다.
- 2006년 1월 1일 - 야마가와정·가이몬정과 합병(신설 합병)해 새로운 이부스키시가 되었다.

## 교통

### 철도
- 규슈 여객철도 이부스키마쿠라자키선

### 도로
- 국도 제226호선
- 국도 제269호선
- 국도 제448호선

## 인구
| 연도                          | 인구   | ±%    |
| ----------------------------- | ------ | ----- |
| 1950                          | 67,977 | —     |
| 1955                          | 66,420 | −2.3% |
| 1960                          | 63,118 | −5.0% |
| 1965                          | 59,615 | −5.5% |
| 1970                          | 55,832 | −6.3% |
| 1975                          | 55,282 | −1.0% |
| 1980                          | 55,140 | −0.3% |
| 1985                          | 54,781 | −0.7% |
| 1990                          | 52,292 | −4.5% |
| 1995                          | 50,529 | −3.4% |
| 2000                          | 48,750 | −3.5% |
| 2005                          | 46,822 | −4.0% |
| 2010                          | 44,401 | −5.2% |
| 2015                          | 41,831 | −5.8% |
| 2020                          | 39,011 | −6.7% |
| Ibusuki population statistics |        |       |

## 기후
| 이부스키시의 기후                                            | 이부스키시의 기후 | 이부스키시의 기후 | 이부스키시의 기후 | 이부스키시의 기후 | 이부스키시의 기후 | 이부스키시의 기후 | 이부스키시의 기후 | 이부스키시의 기후 | 이부스키시의 기후 | 이부스키시의 기후 | 이부스키시의 기후 | 이부스키시의 기후 | 이부스키시의 기후 |
| 월                                                           | 1월               | 2월               | 3월               | 4월               | 5월               | 6월               | 7월               | 8월               | 9월               | 10월              | 11월              | 12월              | 연간              |
| ------------------------------------------------------------ | ----------------- | ----------------- | ----------------- | ----------------- | ----------------- | ----------------- | ----------------- | ----------------- | ----------------- | ----------------- | ----------------- | ----------------- | ----------------- |
| 역대 최고 기온 °C (°F)                                       | 23.5 (74.3)       | 24.0 (75.2)       | 26.4 (79.5)       | 28.7 (83.7)       | 32.4 (90.3)       | 33.2 (91.8)       | 35.5 (95.9)       | 36.8 (98.2)       | 35.3 (95.5)       | 33.5 (92.3)       | 29.0 (84.2)       | 24.3 (75.7)       | 36.8 (98.2)       |
| 일평균 최고 기온 °C (°F)                                     | 13.2 (55.8)       | 14.5 (58.1)       | 17.5 (63.5)       | 21.9 (71.4)       | 25.6 (78.1)       | 27.6 (81.7)       | 31.7 (89.1)       | 32.6 (90.7)       | 30.1 (86.2)       | 25.6 (78.1)       | 20.4 (68.7)       | 15.3 (59.5)       | 23.0 (73.4)       |
| 일일 평균 기온 °C (°F)                                       | 8.7 (47.7)        | 9.8 (49.6)        | 12.6 (54.7)       | 16.5 (61.7)       | 20.4 (68.7)       | 23.6 (74.5)       | 27.5 (81.5)       | 28.1 (82.6)       | 25.5 (77.9)       | 20.8 (69.4)       | 15.7 (60.3)       | 10.8 (51.4)       | 18.3 (65.0)       |
| 일평균 최저 기온 °C (°F)                                     | 4.5 (40.1)        | 5.2 (41.4)        | 7.8 (46.0)        | 11.5 (52.7)       | 15.7 (60.3)       | 20.3 (68.5)       | 24.2 (75.6)       | 24.7 (76.5)       | 21.8 (71.2)       | 16.7 (62.1)       | 11.4 (52.5)       | 6.6 (43.9)        | 14.2 (57.6)       |
| 역대 최저 기온 °C (°F)                                       | −3.4 (25.9)       | −3.0 (26.6)       | −1.6 (29.1)       | 0.9 (33.6)        | 6.9 (44.4)        | 11.8 (53.2)       | 17.0 (62.6)       | 17.6 (63.7)       | 12.6 (54.7)       | 6.5 (43.7)        | 2.7 (36.9)        | −1.8 (28.8)       | −3.4 (25.9)       |
| 평균 강수량 mm (인치)                                        | 93.0 (3.66)       | 133.4 (5.25)      | 192.2 (7.57)      | 232.3 (9.15)      | 237.9 (9.37)      | 592.0 (23.31)     | 352.8 (13.89)     | 204.1 (8.04)      | 239.2 (9.42)      | 107.4 (4.23)      | 120.3 (4.74)      | 97.5 (3.84)       | 2,602.1 (102.44)  |
| 평균 강수일수 (≥ 1.0 mm)                                     | 9.3               | 9.9               | 12.6              | 10.7              | 10.3              | 16.1              | 11.0              | 10.5              | 11.0              | 7.7               | 8.4               | 8.6               | 126.1             |
| 평균 월간 일조시간                                           | 123.0             | 134.1             | 158.5             | 175.8             | 176.3             | 105.7             | 196.6             | 221.2             | 177.3             | 182.0             | 153.0             | 136.1             | 1,938.3           |
| 출처: 일본 기상청 (평년값: 1991년~2020년, 극값: 1977년~현재) |                   |                   |                   |                   |                   |                   |                   |                   |                   |                   |                   |                   |                   |

## 자매 도시
- 일본 구마모토현 히토요시시(1979년 1월)
- 일본 홋카이도 지토세시(1994년 4월)
- 오스트레일리아 록햄프턴(1980년 11월)